# Hauch (Adelsgeschlecht)

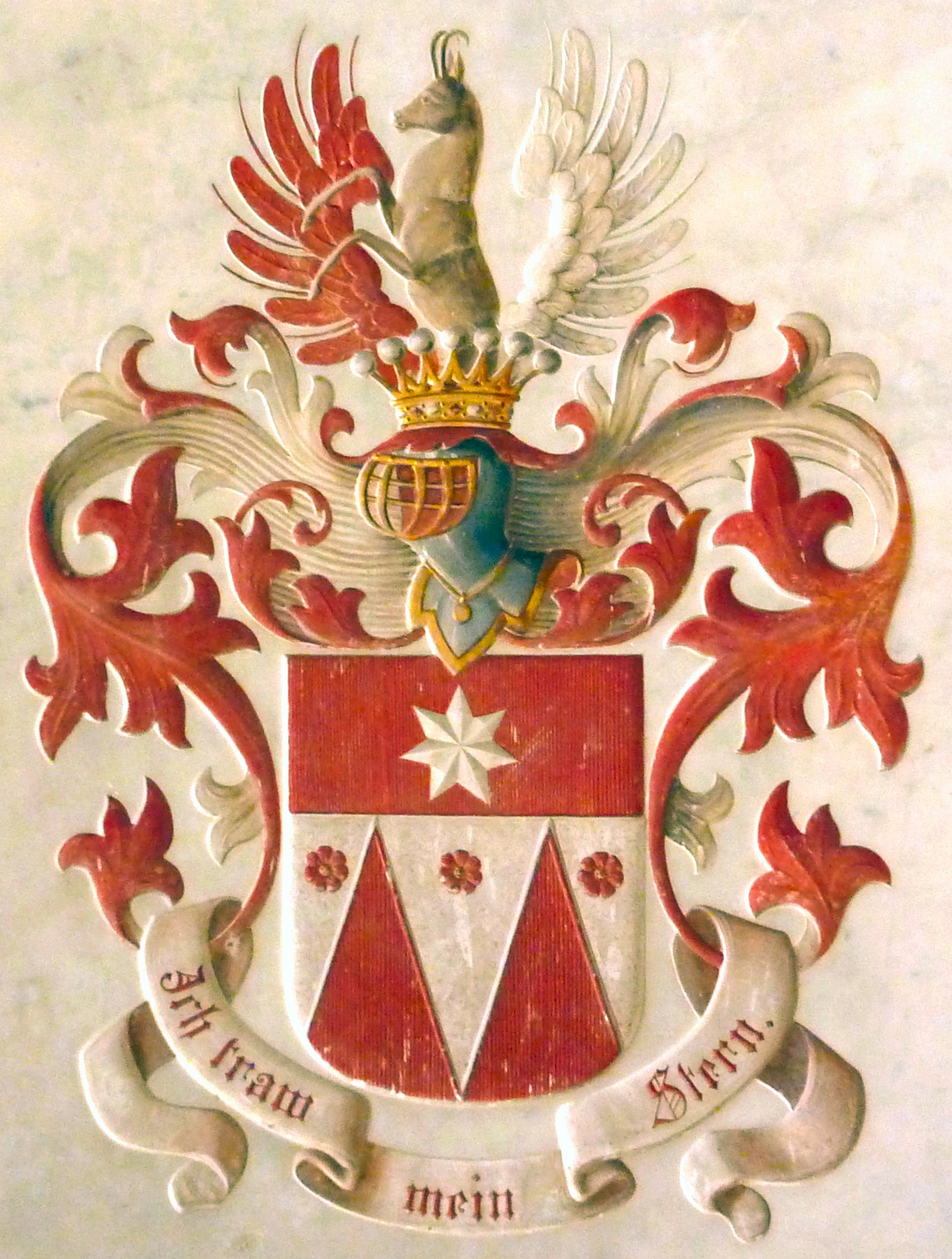
Wappen derer von Hauch an einem Epitaph in der Dreifaltigkeitskirche in Haunsheim

Hauch ist der Name eines evangelischen Freiherrengeschlechts, das in Schloss Haunsheim ansässig ist.

## Geschichte

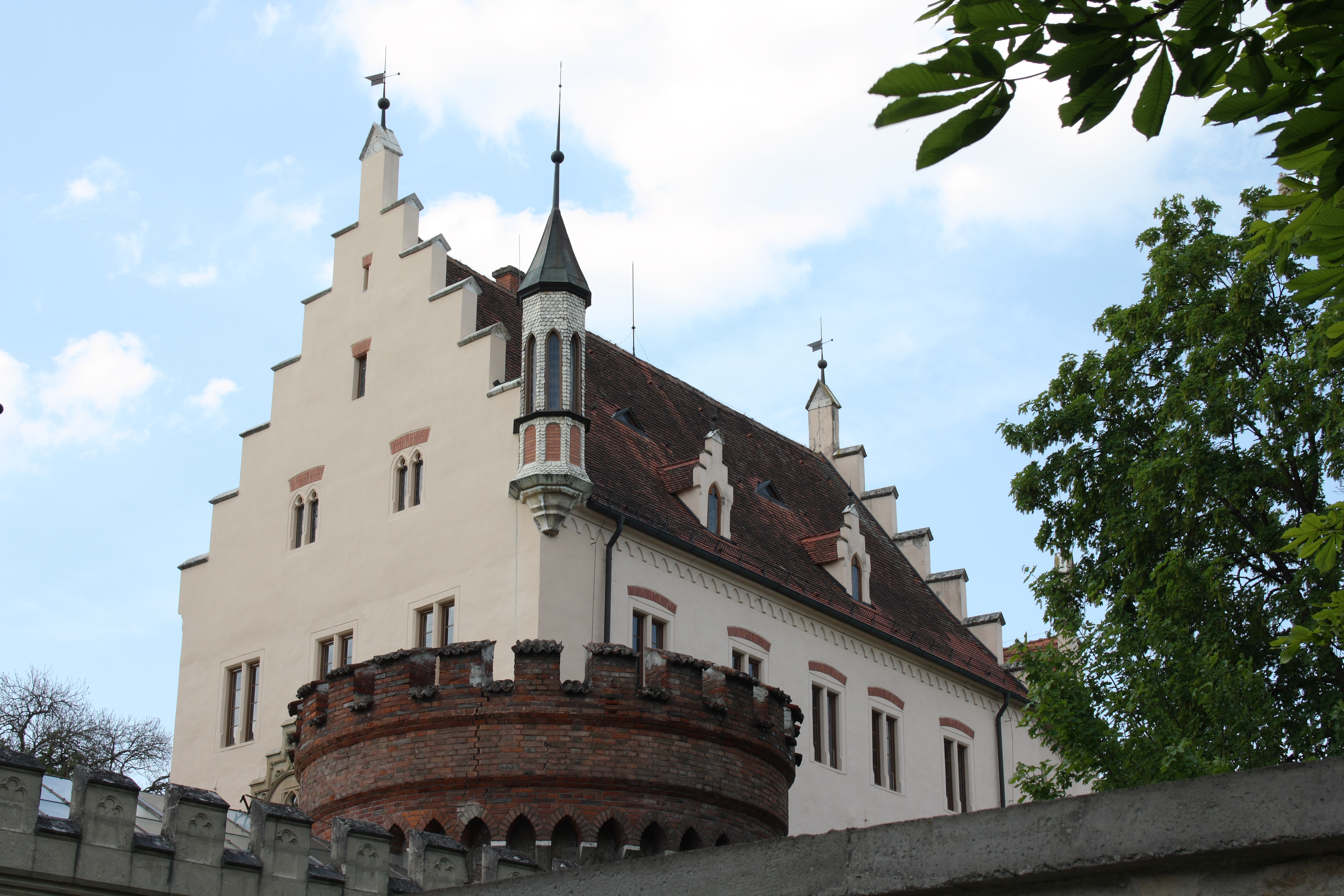
Schloss Haunsheim, Ansicht von Südosten

Am 14. November 1876 wurde Melchior Karl Hauch (1845–1887), Herr auf Haunsheim (Schwaben), in München in den Adels- und Freiherrenstand erhoben und einen Monat später im Königreich Bayern auch in der Freiherrnklasse immatrikuliert. Das im Hauch'schen Familienbesitz befindliche Schloss Haunsheim ist heute teilweise der Öffentlichkeit zugänglich.

## Wappen
Rotes Schildeshaupt, darin ein siebenstrahliger silberner Stern, darunter in Silber zwei aufgerichtete rote Spitzen, begleitet von drei golden besamten siebenblättrigen roten Rosen. Aus der Freiherrnkrone des mit rot-silbernen Decken verzierten Turnierhelms wächst eine naturfarbige  springende Gämse zwischen offenem, rechts roten, links silbernen Fluge hervor. Wahlspruch: „Ich traw mein Stern“.